# Prospalta carneotincta
Prospalta carneotincta là một loài bướm đêm trong họ Noctuidae.